# Aéroport d'Umiujaq
L'aéroport d’Umiujaq (code IATA : YUD • code OACI : CYMU) est un aéroport situé au Québec, au Canada.

## Opérateurs et destinations
| Compagnies | Destinations                                                                                          |
| ---------- | --- |
| Air Inuit  | Akulivik, Ivujivik, Inukjuak, Kuujjuarapik, Montréal (P.-E.-Trudeau), Puvirnituq, Salluit, Sanikiluaq |

Édité le 24/11/2018